# Mars Austria
Mars Austria OG ist die österreichische Tochtergesellschaft von Mars Incorporated und hat eine Produktionsstätte für Tiernahrung in Bruck an der Leitha. Der Inlandsvertrieb hat seinen Sitz in Wien. Der Geschäftsführer ist Andreas Dialer.

## Geschichte
1966 wurde die erste österreichische Niederlassung der Mars-Gruppe in Wien gegründet. Aufgrund der Nachfrage wollte man Produktionsstätten im Inland errichten. Daher wurde 1973 die Fabrik der Firma Rondo-Neisse in Breitenbrunn am Neusiedler See gekauft. Nach Ausbau der Fabrik wurde der Firmensitz nach Breitenbrunn verlegt. Grund für den Kauf dieser Fabrik war die dort vorhandene Technologie zur Herstellung von Rollwaffeln. Hauptprodukte sind Amicelli, Milky Way Crispy Rolls und die für den Export hergestellten Galaxy Flutes. Die Exportmärkte für diese Waffeln befinden sich in Europa, Ägypten und Asien.
Die Fabrik für Tiernahrung in Bruck an der Leitha wurde 1985 eröffnet. Durch den Beitritt Österreichs zur EU und die Öffnung der Grenzen dehnte sich der Absatz auf die Nachbarländer aus. 70 Prozent der Güter werden nach Europa, Mittelmeerraum, Japan und Argentinien exportiert. Bis 2022 stieg der Exportanteil des Werkes auf etwa 90 Prozent, der größte Anteil davon wurde nach China geliefert.
Hergestellt wird Feuchtfutter für Hunde und Katzen in Dosen, Schalen und seit 2003 auch in Frischebeuteln. Zur Produktpalette in Bruck zählen Royal Canin Veterinary Diets, Chappi, Cesar, Pedigree, Sheba, Whiskas (inkl. Whiskas Bio) und Kitekat.
Im Jahr 2013 wurde in Bruck eine neue Produktionsanlage für Heimtiernahrung in Frischebeuteln in Betrieb genommen. Die Investition von 33 Mio. Euro war die größte in der Geschichte von Mars Austria. 2014 wurde mit einem weiteren Ausbau der Brucker Produktion für 20 Mio. Euro begonnen.
Die Brucker Heimtiernahrungsfabrik wurde anfangs unter dem Namen Effem Austria als separates Unternehmen geführt. 1992 wurde der Standort Bruck mit der Breitenbrunner Süßwarenfabrik unter der Master Foods Austria Ges.m.b.H. zusammengefasst. 2001 fand eine Umfirmierung in Masterfoods Austria OHG statt. Aufgrund einer weltweiten Vereinheitlichung der Namen der Tochterunternehmen von Mars, Inc. heißt die österreichische Niederlassung seit Juni 2007 Mars Austria OG.
2015 wurde der Inlandsvertrieb in einem neuen Wiener Büro gebündelt.
Im Herbst 2019 wurde bekanntgegeben, dass das Werk in Breitenbrunn mit etwa 110 Beschäftigten aufgrund des Umsatzrückganges bei Produkten der dort angesiedelten Rollwaffelproduktion bis Ende 2020 schrittweise geschlossen werden soll.
Am 26. Mai 2020 wurde jedoch bekanntgegeben, dass das Werk an den deutschen Schokoladen-Hersteller Alfred Ritter verkauft werden soll. Vor dem Verkauf hatte die Breitenbrunner Waffelfabrik für Mars weltweit einen wichtigen Status, da der größte Anteil der dort entwickelten Produkte exportiert wurde. So gingen 2002 rund 90 Prozent der hergestellten Waren in das Ausland. Seit Anfang 2021 produziert Ritter Sport weiterhin Rollwaffeln, sowie auf einer zweiten Produktionsanlage Schokolade und beschäftigt rund 70 Mitarbeiter.
Von 2020 bis 2022 investierte das Unternehmen zusätzliche 104 Millionen Euro in das Werk in Bruck an der Leitha und erweiterte es um eine Dosenlinie.
Der seit 2016 bei der Mars Gruppe arbeitende Kim Smet ersetzte im September 2022 Hendrik de Jong als Geschäftsführer.